# Гармоні Тауншип (округ Сасквеганна, Пенсільванія)
Гармоні Тауншип (англ. Harmony Township) — селище (англ. township) в США, в окрузі Сасквегенна штату Пенсільванія. Населення — 508 осіб (2020).

## Демографія
Згідно з переписом 2010 року, у селищі мешкало 528 осіб у 214 домогосподарствах у складі 151 родини. Було 350 помешкань
Расовий склад населення:
| - 99,1 % — білих - 0,2 % — корінних американців - 0,2 % — чорних або афроамериканців - 0,2 % — азіатів |

До двох чи більше рас належало 0,2 %. Частка іспаномовних становила 1,7 % від усіх жителів.
За віковим діапазоном населення розподілялося таким чином: 17,0 % — особи молодші 18 років, 65,4 % — особи у віці 18—64 років, 17,6 % — особи у віці 65 років та старші. Медіана віку мешканця становила 47,6 року. На 100 осіб жіночої статі у селищі припадало 115,5 чоловіків;  на 100 жінок у віці від 18 років та старших — 110,6 чоловіків також старших 18 років.
Середній дохід на одне домашнє господарство  становив 62 855 доларів США (медіана — 51 719), а середній дохід на одну сім'ю — 65 352 долари (медіана — 54 792). Медіана доходів становила 46 607 доларів для чоловіків та 30 417 доларів для жінок. За межею бідності перебувало 6,1 % осіб, у тому числі 2,0 % дітей у віці до 18 років та 3,7 % осіб у віці 65 років та старших.
Цивільне працевлаштоване населення становило 229 осіб. Основні галузі зайнятості: освіта, охорона здоров'я та соціальна допомога — 27,5 %, виробництво — 15,3 %, сільське господарство, лісництво, риболовля — 12,7 %.